# Серцевий цикл
Серце́вий цикл — це послідовність процесів, що відбуваються за одне скорочення серця та після його подальшого розслаблення.

## Загальна характеристика
Кожен цикл включає три великі стадії: систола передсердя, систола шлуночків і діастола. Термін «систола» означає скорочення м'яза. Виділяють електричну систолу — електричну активність, яка стимулює міокард і викликає механічну систолу, — скорочення серцевого м'яза і зменшення камер серця в об'ємі. Термін «діастола» означає розслаблення м'яза. Під час серцевого циклу відбувається підвищення і зниження тиску крові, відповідно високий тиск у момент систоли шлуночків називається систолою, а низьке під час їх діастоли — діастолою.
| Період             |   | Фаза    | t       |
| ------------------ | - | ------- | ------- |
| Період напруження  | 1 | Приклад | Приклад |
|                    | 2 | Приклад | Приклад |
| Період вигнання    | 3 | Приклад | Приклад |
|                    | 4 | Приклад | Приклад |
| Діастола шлуночків | 5 | Приклад | Приклад |
|                    | 6 | Приклад | Приклад |
| Період наповнення  | 7 | Приклад | Приклад |
|                    | 8 | Приклад | Приклад |

Фа́зи серце́вого ци́клу — фази асинхронного скорочення, ізометричного скорочення (період напруження шлуночка), швидкого і повільного вигнання крові (період вигнання крові), протодіастолічний інтервал, фаза ізометричного розслаблення, період розслаблення і період наповнення кров'ю (фази швидкого, повільного і активного наповнення шлуночка).
Кров рухається судинами завдяки скороченням серця, які чергуються з його розслабленням. Скорочення серцевого м'яза називається систолою, а розслаблення — діастолою. Систола і діастола разом складають серцевий цикл. У серцевому циклі три фази: систола передсердя (0,1 с), систола шлуночків (0,3 с) і спільна пауза — діастола (0,4 с). Один цикл триває 0,8 секунди (за частоти серцевих скорочень 75 уд./хв.).
Тривалість серцевого циклу можна вирахувати за формулою {\displaystyle \left({\frac {60}{X}}\right)}, де Х це частота серцевих скорочень 
| Період |   | Фаза                         | t, с | AV-клапани | SL-клапани | PПШ, мм рт.ст.        | PЛШ, мм рт.ст.        | Pпередсердя, мм рт.ст. |
| --- | - | ---------------------------- | ---- | ---------- | ---------- | --------------------- | --------------------- | ---------------------- |
| | 1 | Систола передсердь           | 0,1  | В          | З          | Початок ≈0 Кінець 6-8 | Початок ≈0 Кінець 6-8 | Початок ≈0 Кінець 6-8  |
| Період напруження | 2 | Асинхронне скорочення        | 0,05 | В→З        | З          | 6-8→9-10              | 6-8→9-10              | 6-8                    |
| Період напруження | 3 | Ізоволюметричне скорочення   | 0,03 | З          | З→В        | 10→16                 | 10→81                 | 6-8→0                  |
| Період вигнання | 4 | Швидке вигнання              | 0,12 | З          | В          | 16→30                 | 81→120                | 0→-1                   |
| Період вигнання | 5 | Повільне вигнання            | 0,13 | З          | В          | 30→16                 | 120→81                | ≈0                     |
| Діастола шлуночків | 6 | Протодіастола                | 0,04 | З          | В→З        | 16→14                 | 81→79                 | 0-+1                   |
| Діастола шлуночків | 7 | Ізоволюметричне розслаблення | 0,08 | З→В        | З          | 14→0                  | 79→0                  | ≈+1                    |
| Період наповнення | 8 | Швидке наповнення            | 0,08 | В          | З          | ≈0                    | ≈0                    | ≈0                     |
| Період наповнення | 9 | Повільне наповнення          | 0,17 | В          | З          | ≈0                    | ≈0                    | ≈0                     |
| Дана таблиця розрахована для нормальних показників тиску у великому (120/80 мм рт.ст) і малому (30/15 мм рт.ст.) колах кровообігу, тривалості циклу 0,8 с. Прийняті скорочення: t — тривалість фази, AV-клапани — положення атріовентрикулярних (передсердно-шлуночкових: мітрального і тристулкового) клапанів, SL-клапани — положення півмісяцевих клапанів (розміщених на трактах вигнання: аортального і легеневого), PПШ — тиск у правому шлуночку, PЛШ — тиск у лівому шлуночку, Pпередсердя — тиск у передсердях (об'єднані через незначну різницю), В — відкрите положення клапана, З — закрите положення клапана. |   |                              |      |            |            |                       |                       |                        |